# Lípa v Salajně
Lípa v Salajně je památný strom lípa malolistá (Tilia cordata) v Salajně, části obce Dolní Žandov v okrese Cheb v Karlovarském kraji. Roste na západním okraji obce, nad statkem čp. 24 u hrázděné kapličky z roku 1751. Lípa je pravděpodobně stejně stará jako kaplička. Dutina v kmeni se v minulosti stala odkladištěm různého materiálu. Strom se obdivuhodně vyrovnává s nepřízní osudu a za to získal v roce 2005 v anketě Strom roku titul Strom hrdina.
Korunou stromu sahá do výšky 20 m, boulemi znetvořený kmen má obvod 578 cm (měření 2014). Lípa je chráněna od roku 2011 jako strom významný stářím a vzrůstem, jako krajinná dominanta a součást kulturní památky.

## Stromy v okolí
- Valdštejnův dub
- Buk lesní a dub letní v Doubravě
- Duby u statku Tuřany čp. 3